# Le Châtelet-en-Brie
Le Châtelet-en-Brie és un municipi francès, situat al departament del Sena i Marne i a la regió de Illa de França. L'any 2007 tenia 4.405 habitants.
Forma part del cantó de Nangis, del districte de Melun i de la Comunitat de comunes Brie des Rivières et Châteaux.

## Demografia

### Població
El 2007 la població de fet de Le Châtelet-en-Brie era de 4.405 persones. Hi havia 1.692 famílies, de les quals 411 eren unipersonals (184 homes vivint sols i 227 dones vivint soles), 519 parelles sense fills, 665 parelles amb fills i 97 famílies monoparentals amb fills.
La població ha evolucionat segons el següent gràfic:
Habitants censats

### Habitatges
El 2007 hi havia 1.917 habitatges, 1.717 eren l'habitatge principal de la família, 102 eren segones residències i 98 estaven desocupats. 1.412 eren cases i 293 eren apartaments. Dels 1.717 habitatges principals, 1.319 estaven ocupats pels seus propietaris, 344 estaven llogats i ocupats pels llogaters i 54 estaven cedits a títol gratuït; 54 tenien una cambra, 141 en tenien dues, 263 en tenien tres, 450 en tenien quatre i 808 en tenien cinc o més. 1.346 habitatges disposaven pel capbaix d'una plaça de pàrquing. A 759 habitatges hi havia un automòbil i a 827 n'hi havia dos o més.

### Piràmide de població
La piràmide de població per edats i sexe el 2009 era:
| Homes | Edats   | Dones |
| ----- | ------- | ----- |
| 0     | 95 o +  | 8     |
| 20    | 90 a 94 | 20    |
| 16    | 85 a 89 | 56    |
| 12    | 80 a 84 | 24    |
| 56    | 75 a 79 | 64    |
| 60    | 70 a 74 | 52    |
| 68    | 65 a 69 | 104   |
| 108   | 60 a 64 | 92    |
| 120   | 55 a 59 | 96    |
| 200   | 50 a 54 | 156   |
| 140   | 45 a 49 | 168   |
| 176   | 40 a 44 | 172   |
| 256   | 35 a 39 | 228   |
| 160   | 30 a 34 | 184   |
| 112   | 25 a 29 | 112   |
| 92    | 20 a 24 | 104   |
| 184   | 15 a 19 | 176   |
| 196   | 10 a 14 | 189   |
| 164   | 5 a 9   | 172   |
| 132   | 0 a 4   | 120   |

## Economia
El 2007 la població en edat de treballar era de 2.962 persones, 2.232 eren actives i 730 eren inactives. De les 2.232 persones actives 2.076 estaven ocupades (1.088 homes i 988 dones) i 156 estaven aturades (79 homes i 77 dones). De les 730 persones inactives 255 estaven jubilades, 291 estaven estudiant i 184 estaven classificades com a «altres inactius».

### Ingressos
El 2009 a Le Châtelet-en-Brie hi havia 1.702 unitats fiscals que integraven 4.424 persones, la mediana anual d'ingressos fiscals per persona era de 22.108 €.

### Activitats econòmiques
Dels 168 establiments que hi havia el 2007, 2 eren d'empreses extractives, 3 d'empreses alimentàries, 1 d'una empresa de fabricació de material elèctric, 2 d'empreses de fabricació d'elements pel transport, 9 d'empreses de fabricació d'altres productes industrials, 29 d'empreses de construcció, 33 d'empreses de comerç i reparació d'automòbils, 3 d'empreses de transport, 7 d'empreses d'hostatgeria i restauració, 3 d'empreses d'informació i comunicació, 4 d'empreses financeres, 9 d'empreses immobiliàries, 22 d'empreses de serveis, 29 d'entitats de l'administració pública i 12 d'empreses classificades com a «altres activitats de serveis».
Dels 40 establiments de servei als particulars que hi havia el 2009, 1 era una oficina d'administració d'Hisenda pública, 1 gendarmeria, 1 oficina de correu, 2 tallers de reparació d'automòbils i de material agrícola, 1 taller d'inspecció tècnica de vehicles, 1 autoescola, 4 paletes, 1 guixaire pintor, 4 fusteries, 4 lampisteries, 4 electricistes, 2 empreses de construcció, 3 perruqueries, 1 veterinari, 5 restaurants, 4 agències immobiliàries i 1 tintoreria.
Dels 11 establiments comercials que hi havia el 2009, 1 era una botiga de més de 120 m², 2 fleques, 1 una fleca, 1 una carnisseria, 2 llibreries, 1 una botiga d'electrodomèstics, 1 una perfumeria i 2 floristeries.
L'any 2000 a Le Châtelet-en-Brie hi havia 12 explotacions agrícoles que ocupaven un total de 1.521 hectàrees.

## Equipaments sanitaris i escolars
Els 2 equipaments sanitaris que hi havia el 2009 eren farmàcies.
El 2009 hi havia 2 escoles maternals i 2 escoles elementals. Le Châtelet-en-Brie disposava d'un col·legi d'educació secundària amb 437 alumnes.

## Fills il·lustres
- Louis Puissant (1769-1843), matemàtic i geògraf.
- Charles Couperin, (1638-1679), organista.
- François Couperin I (1630- vers 1708), clavicembalista i professor de música.
- Louis Couperin (1626-1661), organista.

## Poblacions més properes
El següent diagrama mostra les poblacions més properes.